# Du

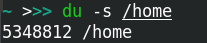
Captura de pantalla del comando du -s /home

du (abreviatura de disk usage, uso de disco) es un comando estándar de los sistemas operativos de la familia Unix. Se usa para estimar el uso de espacio en disco duro de un archivo, un directorio en particular o de archivos en un sistema de archivos.

## Historia
El comando du apareció por primera vez en la versión 1 de AT&T UNIX.

## Especificación
El Single Unix Specification (SUS) especifica que du es para mostrar el espacio del archivo asignado a cada archivo y directorio contenido en el directorio actual. Los enlaces se muestran como el tamaño del archivo de enlace, no lo que se está vinculado a; se muestra el tamaño del contenido de directorios , como se esperaba.

## Opciones más comunes
- -a muestra resultados para todos los ficheros, no sólo para los directorios[3]
- -c produce un "total"
- -h muestra los tamaños de forma legible
- -s muestra solamente un total para cada argumento
- -x se salta los directorios de otros sistemas de ficheros

## Ejemplos
Uso del disco para un directorio y sus subdirectorios:
```
du /home
```

Uso del disco con tamaños de archivos y directorios en formato legible para humanos:
```
du -h /home
```

Tamaño total de un directorio:
```
du -s /home
```